# Politische Bilderbogen

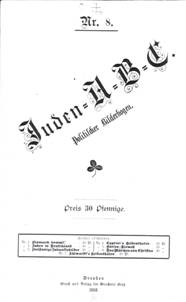
Titelblatt Politischer Bilderbogen Nr. 8, 1893.

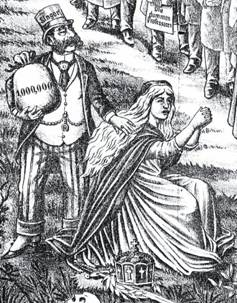
Ausschnitt Politischer Bilderbogen Nr. 12: Der jüdische SPD-Politiker Paul Singer bietet Germania eine „sozialistische Ehe“ an.

Die Politischen Bilderbogen waren eine antisemitische Karikaturenserie, die zwischen 1892 und 1901 in loser Folge zu je 30 Pfennig das Stück erschien. Jede der 33 Nummern wurde als großformatiges Faltblatt (40 × 60 cm) gedruckt, das aufgeklappt eine antisemitische Karikatur oder Bildergeschichte in Posterform freigab. Auf der Rückseite befand sich ein erläuternder Text, der zum Teil auch weitergehende Betrachtungen zur „Judenfrage“ anstellte. Autor und Zeichner (Signatur S.Horn) blieben anonym. Der Autor ließ sich allerdings von Zeitgenossen leicht als der völkische Dichter und Schriftsteller Max Bewer identifizieren.

## Stereotype und Feindbilder
Die Bilder und Texte bedienen alle Ende des 19. Jahrhunderts gängigen judenfeindlichen Stereotype und Feindbilder. Sie lassen sich folgendermaßen ordnen:
1. sozioökonomischer Bereich
  - Wucher, „Güterschlächterei“, Betrug, „Gründerschwindel“
  - Börse, Reichtum, Geldmacht, parasitäre Lebensweise
  - „Verjudung“ gesellschaftlicher Institutionen (Universitäten, Rechtswesen, Presse usw.)
  - Eitelkeit, Dekadenz, Unsittlichkeit
2. religiöser Bereich
  - Antichristen, Abkunft vom Teufel, christenfeindliche Religionsgesetze (Talmud, Schulchan Aruch)
  - Atheismus, Materialismus
  - Ritualmordlegende
3. nationalistisch-rassistischer Bereich
  - antinationale Haltung
  - Hintermänner der Sozialdemokratie („rote Internationale“)
  - Hintermänner von Linksliberalismus, Manchestertum, Freihandel („goldene Internationale“)
  - Anarchismus, Terrorismus
  - rassische Minderwertigkeit, „jüdische“ Physiognomie, Rassenkampf, Ostjudenfrage
  - Blutmystik, Rassenschande
  - Schädlichkeitsmetaphern („foetor judaicus“, Verbreitung der Cholera, Ratten usw.)

## Verbreitung und Rezeption
Die Bilderbogen erschienen in Dresden im Verlag der Druckerei Glöß und wurden über Buchhandlungen, die sich auf antisemitische Literatur spezialisiert hatten, in ganz Deutschland vertrieben. Die Auflage dürfte zwischen 5.000 und 10.000 Exemplaren gelegen haben – verlässliche Angaben gibt es hierzu nicht. Obwohl in einigen der Bilderbogen unverschleiert zur Gewalt gegen Juden aufgerufen wurde, gelang es jüdischen Organisationen nicht, die Verbreitung der Bilderbogen gerichtlich verbieten zu lassen.

## Liste der Politischen Bilderbogen
| Nr. | Titel                                      | Jahr |
| --- | ------------------------------------------ | ---- |
| 1   | Bismarck kommt!                            | 1892 |
| 2   | Juden in Deutschland                       | 1892 |
| 3   | Freisinnige Zukunftsbilder                 | 1893 |
| 4   | Caprivis Heldenthaten                      | 1893 |
| 5   | Börsen-Kirmeß                              | 1892 |
| 6   | Das Märchen von Christus                   | 1892 |
| 7   | Ahlwardts Heldenthaten                     | 1893 |
| 8   | Juden-ABC                                  | 1893 |
| 9   | Bismarck in Berlin                         | 1893 |
| 10  | Die Juden in Friedrichsruh                 | 1893 |
| 11  | Im Zukunftsstaat                           | 1893 |
| 12  | Deutscher Todtentanz                       | 1894 |
| 13  | Das Blutgeheimniß                          | 1894 |
| 14  | Im 20. Jahrhundert                         | 1894 |
| 15  | Der Schwarze Peter                         | 1894 |
| 16  | Die Juden im Reichstag                     | 1895 |
| 17  | Auszug der Juden aus Deutschland           | 1895 |
| 18  | Juden in der Sommerfrische                 | 1895 |
| 19  | Die Handwerker bei Bismarck                | 1896 |
| 20  | Der Teufel in Deutschland                  | 1897 |
| 21  | Bismarck vor Gericht                       | 1897 |
| 22  | Der Bauernfeind                            | 1897 |
| 23  | Der Handlanger                             | 1897 |
| 24  | Falsche Freunde                            | 1897 |
| 25  | Bienen und Drohnen                         | 1898 |
| 26  | Der Flottenfeind                           | 1898 |
| 27  | Sein einziger Feind                        | 1898 |
| 28  | Ein Zukunftsbild                           | 1898 |
| 29  | Die Milchkuh oder Deutschland 1900 n. Chr. | 1898 |
| 30  | Der Rattenfänger                           | 1899 |
| 31  | Bismarck’s Geist                           | 1899 |
| 32  | Die Völkerspinne                           | 1900 |
| 33  | Der Weltboxer                              | 1901 |

## Bibliotheksnachweis
- ZDB-Opac der Zeitschriftendatenbank: ZDB-ID 1434754-4